# Пророк Йона (Мікеланджело)
«Пророк Йона» (італ. Giona) — фреска Мікеланджело Буонарроті на стелі Сикстинської капели (Ватикан), створена ним протягом 1508–1512 років. Фреска зображає одного із «малих» біблійних (т. зв. «письмових») пророків — Йону.

## Опис
Про нього Вазарі писав, що:
|  | Хто не здивується і не захопиться, побачивши страшного Іону, цю останню фігуру в капелі; тут склепіння, яке природно нахиляється вперед, чарівною силою мистецтва ніби вирівнюється через цю постать. Так перемагає майстерність малюнка, тіні і світла. |

Фреска з пророком розміщена над вівтарем, а отже й над фрескою «Страшний суд». Позаду нього зображено велику рибу, як нагадування про його історію[а]. Як і всі пророки, Йона сидить на великому архітектурному троні, який розташований між двома постаментами. Ці постаменти оздоблені барельєфами із херувимами у різноманітних позах. Ім'я пророка написано на табличці під платформою. Це єдиний пророк у якого відсутні атрибути «писемної мудрості» — у нього нема ні книг, ні рукописів.

## Виноски
1. ↑  Вазарі, 1970, с. 337.